# Il caso senza speranza
Il caso senza speranza, noto anche come Il ciabattino, è un dipinto a olio su tela (63,5 x 52 cm) realizzato nel 1871 dal pittore italiano Antonio Rotta. Firma in basso a destra: Antonio Rotta; data nell'angolo in basso a destra.

## Storia
Il dipinto è stato terminato nell'agosto del 1871, ed è esposto al Walters Art Museum di Baltimora, nel Maryland (Stati Uniti). Si tratta di una delle opere pittoriche più note della storia del movimento della pittura di genere.
L'opera fu acquistata per il museo, personalmente dal presidente William Thompson Walters (1819–1894) nel 1878, ed esposta in collezione permanente, attirando numerosi visitatori anche al di fuori degli Stati Uniti. Viene individuata con il numero di catalogo 37182.

## Descrizione
Una giovane donna che indossa un tipico scialle veneziano, ascolta il calzolaio, che le espone la condizione disperata del suo stivale. Antonio Rotta ha interpretato questo interno disordinato con dettagli caratteristici della Venezia dell'epoca. 
L'opera "Il caso senza speranza", racconta il tempo in cui le cose si riparavano, perché non vi era denaro a sufficienza per comprarne di nuove. Specie le scarpe.  Avvolta nel suo scialle colorato, la fanciulla sta ascoltando la sentenza del ciabattino, che decreta l'impossibilità di riparare ancora una volta quello stivale. Per questo il dipinto fu inizialmente chiamato "Senza scampo". Nello sguardo mesto, nella testa inclinata, nelle mani saldamente intrecciate si sente tutto il peso della povertà. 
Rotta Spesso dipingeva scene tenere, forti di empatia, compresi bambini o anziani in ambientazioni veneziane, divenendo il maggior narratore visuale di Venezia nella storia.

## Esposizioni
- From Ray to Raphael: The Walters Story, The Walters Art Museum, Baltimore, 2014-2016.
- A Baltimorean in Paris: George A. Lucas, 1860-1090, The Walters Art Gallery, Baltimore, 1979